# يا بشر (ألبوم)
يا بشر هو ألبوم غنائي للمطربة اللبنانية ديانا حداد، تم طرح الألبوم في الأسواق عام 2014، من إنتاج شركة روتانا.

## الاغاني
الألبوم مكون من 16 أغنية.
- يابشر
- مدري
- من مده
- خليها عالله
- مقلب
- مثلك حبيبي
- زفوني
- الأرض غنت
- ميجانا
- بلا روحي
- فرحة قليبي
- هلا وأهلين
- لعاب
- حديث الحب
- حفلة حب
- طوافة